# Codegen
Компания Codegen Technology Co. Ltd — один из крупнейших в мире производителей корпусов и блоков питания для персональных компьютеров, — была основана на Тайване в 1985 году.. В России известная по продукции под торговой маркой Super Power.
В 1992 г. штаб-квартира Codegen была перенесена в Китай, к тому времени компания производила корпуса, предназначенные для широкого круга клиентов и используемых в потребительских и мультимедийных ПК, корпоративных системах и рабочих станциях.
Компания Codegen Group — один из наиболее известных производителей корпусов и блоков питания. Компания располагает двумя фабриками — в Шэньчжэне и Шанхае — с полным циклом производства, начиная от литья пластиковых панелей и штамповки корпусов, и заканчивая упаковкой готового корпуса с блоком питания в коробку. Полный цикл производства позволяет поставлять большой и постоянно обновляемый модельный ряд, плюс гибко подстраиваться под OEM-заказы. В месяц выпускается около миллиона корпусов и двух миллионов блоков питания (половина блоков продается отдельно от корпусов, в том числе по OEM-контрактам).
Кроме корпусов, Codegen Group выпускает мыши, клавиатуры, акустические системы, а также LCD-мониторы, собираемые на базе матриц Samsung Electronics.